# Східне (селище)
Східне (до 2024 року — Восход) — селище Очеретинської селищної громади Покровського району Донецької області, в Україні. Населення становить 52 осіб.

## Загальні відомості
Відстань до міста Ясинувата становить близько 35 км і проходить автошляхом місцевого значення.
Землі селища межують із територією с. Євгенівка Покровського району Донецької області.
10 квітня 2024 року Комітет Верховної Ради України з питань організації державної влади, місцевого самоврядування, регіонального розвитку та містобудування підтримав перейменування села Восход на Східне.

## Населення
За даними перепису 2001 року населення селища становило 52 особи, з них 48,08 % зазначили рідною мову українську та 51,92 %— російську.